# Sigismondo Pandolfo Malatesta in preghiera davanti a san Sigismondo
Sigismondo Pandolfo Malatesta in preghiera davanti a San Sigismondo è un affresco (257x345 cm) di Piero della Francesca, datato 1451 e conservato nel Tempio Malatestiano di Rimini.

## Storia
La chiesa di San Francesco di Rimini era il tradizionale luogo di sepoltura dei Malatesta e tra il 1447 e il 1450 Sigismondo Pandolfo Malatesta lo fece trasformare in un mausoleo classicheggiante, un vero e proprio tempio dinastico, su progetto di Leon Battista Alberti. Il progetto, sebbene incompiuto, ridefinì completamente l'edificio, che da allora venne chiamato Tempio Malatestiano.
Piero della Francesca si trovava a Rimini alla corte di Pandolfo e lavorò al cantiere del Tempio lasciando il monumentale affresco votivo di Sigismondo Pandolfo Malatesta in preghiera davanti a san Sigismondo nella cappella di San Sigismondo. Allo stesso periodo appartiene il Ritratto di Sigismondo Pandolfo Malatesta, tecnica mista su tavola, oggi al Louvre. Il ritratto del sovrano nelle due opere è molto simile e fu probabilmente ispirato dall'effigie su una medaglia di Matteo de' Pasti.

## Descrizione e stile

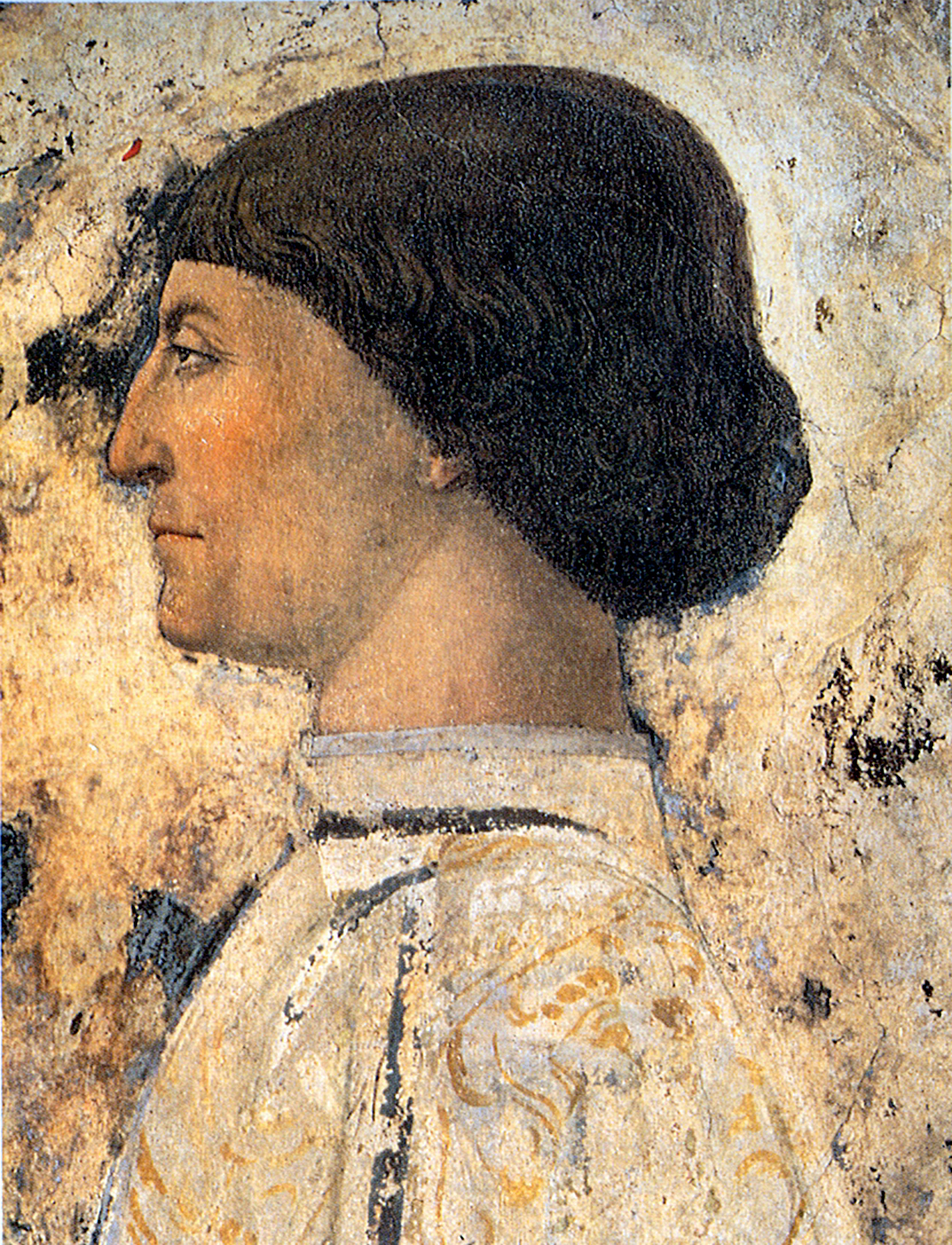
Sigismondo Pandolfo Malatesta

L'affresco è di forma rettangolare, incorniciato da finti rilievi marmorei di cornucopie e girali, con agli angoli gli stemmi di Pandolfo e in basso un'iscrizione lacunosa.

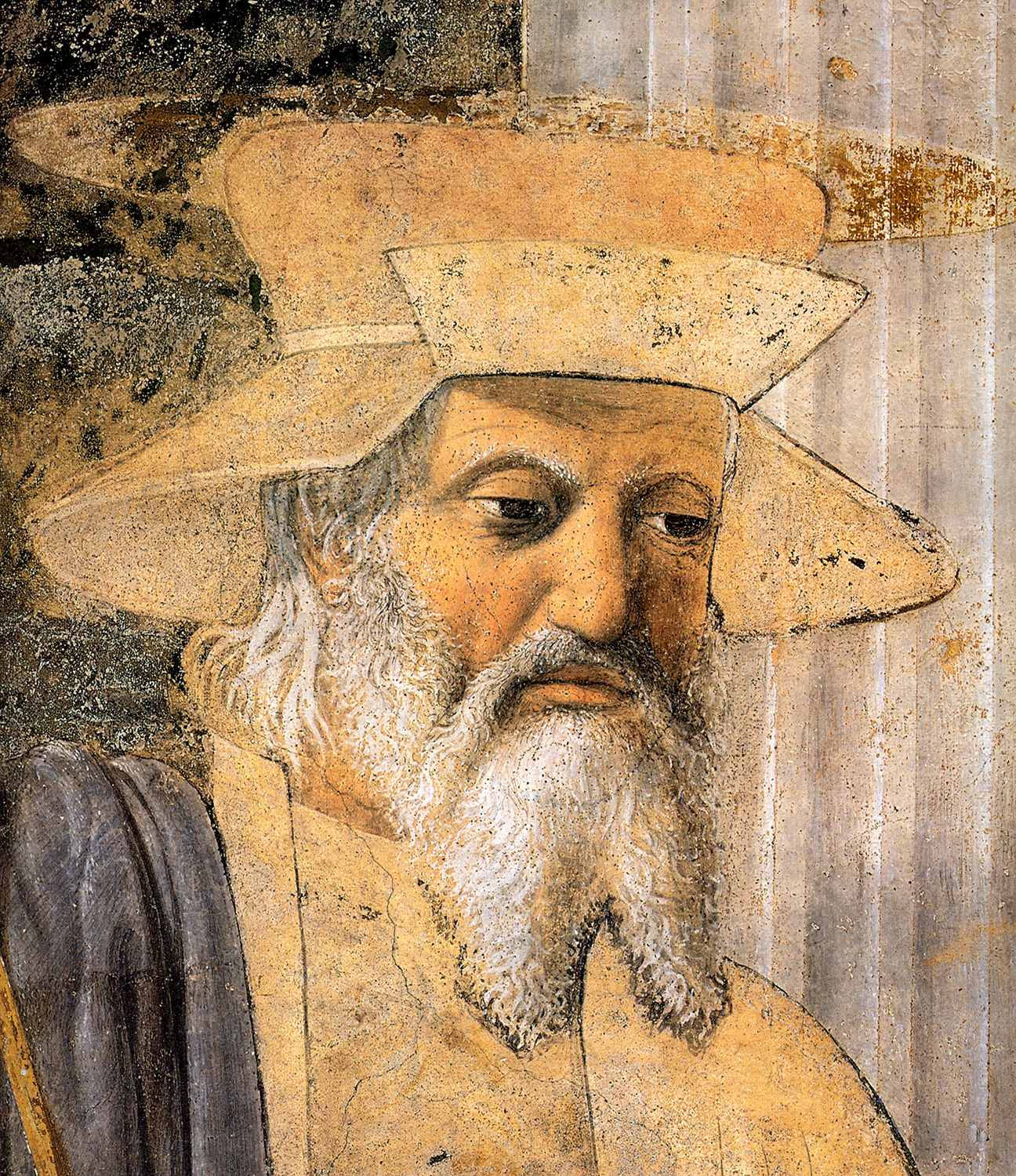
San Sigismondo

Al centro esatto dell'affresco sta inginocchiato Sigismondo Pandolfo Malatesta, ritratto di profilo e con le mani giunte, mentre prega san Sigismondo, re dei Burgundi e suo protettore, ritratto seduto in trono al di sopra di un gradino nella parte sinistra dell'affresco e reggente in mano i segni della sua dignità regale: lo scettro e il globo, oltre alla berretta sopra la quale si trova un'aureola scorciata in prospettiva. Le fattezze del santo e la particolare berretta (sopra la quale si trova l'aureola scorciata in prospettiva), ricordano quelle di Sigismondo di Lussemburgo, l'imperatore che nel 1433 investì il Malatesta come cavaliere e ne legittimò la successione dinastica, ratificandone la presa di potere su Rimini. L'affresco aveva quindi una valenza tanto religiosa quanto politica.
Dietro Sigismondo Pandolfo si trovano, nell'estremità destra inferiore, due cani levrieri accucciati, uno bianco ed uno nero, di estrema eleganza formale, ritratti dal vero con una cura degna delle migliori opere naturalistiche di Pisanello. Essi simboleggiano la fedeltà (quello bianco) e la vigilanza (quello nero).
Lo sfondo scuro, molto lacunoso, fa risaltare le figure, in particolare il profilo del sovrano, ed evidenzia una linea ascendente che va dal profilo del cane bianco, all'orlo del mantello del Malatesta, fino alla figura troneggiante di san Sigismondo, secondo uno schema asimmetrico, che è però regolarizzato dall'impianto geometrico delle paraste sullo sfondo, tra le quali sono appese ghirlande di fiori e, al centro, uno stemma Malatesta. Volutamente conflittuosa, da un punto di vista ottico, è l'intelaiatura architettonica della scena: le paraste sembrano reggere l'architrave della cornice ma, a uno sguardo più attento, esse fanno parte dello sfondo, come si vede dalle basi che partono dal pavimento scorciato. Questo effetto inscena una "drammaturgia spaziale", cioè crea una raffinata tensione che fa indurre lo spettatore a soffermarsi con attenzione sulla scena. Un'altra singolarità compositiva è data dall'"illusione di simmetria", data dalla collocazione centrale di Sigismondo Pandolfo Malatesta tra i due pilastri e il sottile bilanciamento delle due estremità, nonostante l'evidente asimmetria. Ciò amplifica anche il senso ascensionale dato dalla linea obliqua già citata. Una costruzione analoga si trova nella Madonna del cancelliere Rolin di Jan van Eyck.
All'estrema destra si trova un tondo, in posizione ribassata per bilanciare la composizione lungo la linea mediana orizzontale e mostrare l'orizzonte, attraverso il quale si vede la fortezza malatestiana di Castel Sismondo immersa in un terso cielo cristallino.
La monumentalità, il "quieto carattere statuario" dei protagonisti, la luce chiara e cristallina preludono gli affreschi della Leggenda della Vera Croce di Arezzo, che Piero iniziò l'anno dopo, nel 1452.